# Reloj del Kremlin

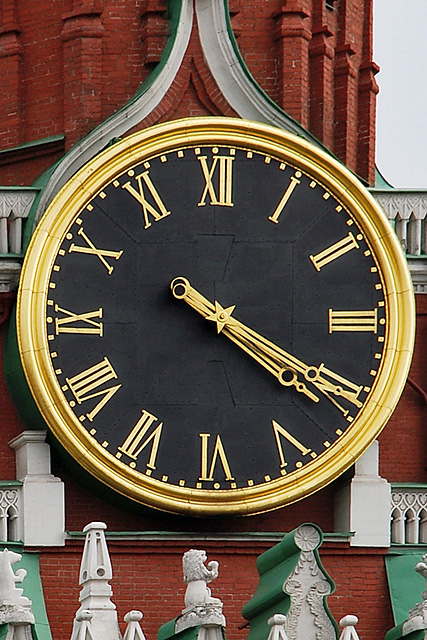
El reloj del Kremlin de Moscú

El reloj del Kremlin ( en ruso: Кремлёвские часы; Kremlyovskiye chasy ) o campanas del Kremlin (en ruso: Кремлёвские куранты; Kremlyovskiye kuranty ), también conocida coloquialmente en Occidente como Torre del Reloj de Moscú, es un reloj histórico de la Torre Spasskaya del Kremlin de Moscú . El dial del reloj se encuentra encima de las puertas principales de la plaza Roja . Durante décadas, las campanas sonaron todos los cuartos de hora, con campanadas por cada hora completa.

## Esfera de 17 horas

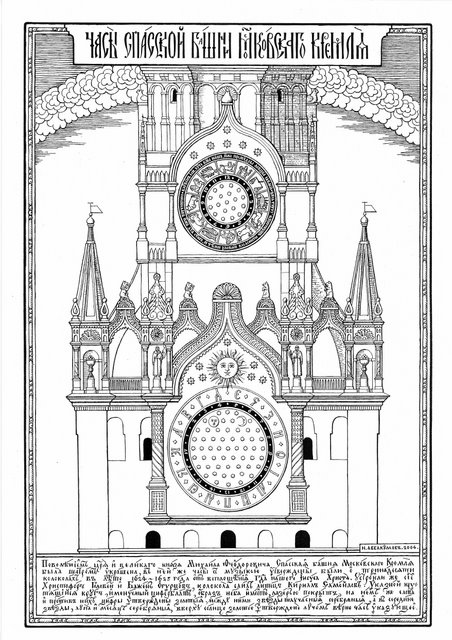
Reloj Torre Spasskaya : 4h30

La esfera del reloj del Kremlin de Moscú, Rusia, antiguamente estaba dividida en 17 partes iguales, cada una correspondía a una hora de luz del día más largo del año, el solsticio de verano. Esta esfera tenía una imagen del sol en medio, con la manecilla que indicaba las horas en forma de un rayo de luz del sol alargado. La esfera estaba rotulada con los números cirílicos y giraba en sentido antihorario . Las cifras, que eran de latón cubierto con pan de oro, tenían una longitud de unos 71 centímetros (28,0 plg), es decir un arshin . La esfera del dibujo del reloj de la Spasskaya de la derecha, está marcando las cuatro y media.
En 1585, se utilizaban relojes en tres de las puertas del Kremlin, las torres Spasskaya, Secreta y Troitskaya, ejemplificando el uso de los relojes ya en el siglo XVI. También hay menciones en los años 1613 – 1614 de un reloj en la Torre de San Nicolás . En 1614 Nikiforka Nikitin hacía el mantenimiento del reloj de la Torre de Flor y Laure . En septiembre de 1624 se vendieron los antiguos relojes en el monasterio de la Transfiguración de Jesús de Yaroslavl.
En 1625, bajo el liderazgo del ingeniero y relojero escocés Christopher Galloway, los relojeros rusos Zhdan, su hijo Shumilo Zhdanov y su nieto Alexey Shumilov completaron el nuevo reloj. Las trece campanas del mecanismo del reloj fueron fundidas por el herrero Cyril Samoilov. El reloj se quemó en el incendio de 1626, pero más tarde fue restaurado por Galloway. En 1668 el reloj fue reacondicionado para poder "tocar música" cada hora, desde la salida del sol hasta el atardecer, utilizando mecanismos especiales..

## Reloj moderno
En 1705, por decreto de Pedro I, se instaló un nuevo reloj en el Kremlin. Comprado por Pedro el Grande, en Holanda, fue transportado de Ámsterdam a Moscú en 30 carros. El reloj fue rediseñado al modo alemán con una esfera de 12 horas y fue instalado por el relojero Ekimov Garnault. Tenía una esfera de 12 horas. El nuevo reloj sirvió con algunas interrupciones hasta mediados del siglo XIX. Fue dañado por un incendio en 1737 y no fue restaurado hasta 1767. A partir de 1770, tocaba la melodía alemana "Oh du lieber Augustin". Durante el incendio de Moscú de 1812, el reloj se volvió a estropear.
El moderno reloj del Kremlin fue remodelado en 1851 por los hermanos Butenop en Moscú. Para tonos de llamada más melodiosos, se retiraron 24 campanas de las Torres de la Trinidad y Borovitskaya y se trasladaron a la Torre Spasskaya. La mayor parte de los trabajos de restauración de la torre se realizaron al mismo tiempo bajo la dirección del arquitecto Gerasimov. Los suelos metálicos, las escaleras y el pedestal del reloj se realizaron según los dibujos del arquitecto ruso Konstantin Thon, el diseñador de la catedral de Cristo Salvador . A partir de entonces, las campanadas tocaron la "Marcha del regimiento de Preobrazhensky" a las 12 y las 6 horas, mientras que a las 3 y las 9 se tocó el himno "Cuando glorioso es nuestro Señor en Sión" de Dmitry Bortniansky . Inicialmente, se propuso el himno nacional " God Save The Zar! ", pero el zar Nicolás I lo prohibió, afirmando que "las campanadas pueden tocar cualquier canción excepto el himno". En 1913, para el 300 aniversario de la dinastía Romanov, se realizó una nueva restauración del reloj.
El 2 de noviembre de 1917, durante el asalto del Kremlin por parte de los bolcheviques, el reloj fue golpeado por un obus y se detuvo. Se rompió una de las agujas y se dañó el mecanismo que controlaba la rotación de las agujas. El reloj se detuvo durante casi un año. En agosto-septiembre de 1918, bajo la dirección de Lenin, el reloj fue reparado por el relojero N. Behrens. Con mucha dificultad, un nuevo péndulo de 32 kilogramos (71 lb) hecho de plomo dorado. Bajo la dirección del nuevo gobierno, el artista y músico Mijaíl Cheremnykh recibió el encargo de componer una nueva música revolucionaria para el reloj. Tocaba la Internacional al mediodía y "You Fell A Victim" a la medianoche.
En 1932 se restauró de nuevo el reloj. Se instaló una nueva esfera, una copia exacta del original. El borde, los números y las agujas estaban cubiertos de oro (28 kg de oro en total). El uso de la Internacional fue el único que quedó sin cambios. Sin embargo, a partir de 1938 las campanadas se silenciaron y no tocaron ninguna melodía. El reloj simplemente tocaba las horas y cuartos de hora, ya que una Comisión Especial reconoció que el sonido de las campanadas musicales se había vuelto insatisfactorio, porque el mecanismo del timbre estaba desgastado y las heladas estacionales habían distorsionado severamente el sonido.
En 1941, concretamente para poder tocar la Internacional, se instaló un accionamiento electromecánico especial y posteriormente se desmontó. En 1944, bajo la dirección de Iósif Stalin, se hicieron intentos infructuosos de reiniciar el reloj para tocar el nuevo himno nacional de la Unión Soviética .
En 1974 se llevó a cabo una restauración importante de las campanas y de todo el mecanismo del reloj. El mecanismo se detuvo durante 100 días, se desmontó por completo y se restauró, sustituyendo algunas piezas antiguas. Sin embargo, el mecanismo de las campanas musicales permaneció sin restaurar.
En 1991 el Pleno del Comité Central decidió reanudar los trabajos sobre las campanas del Kremlin, pero resultó que había tres campanas menos de lo que se necesitaba para el himno nacional soviético . Este problema volvió a surgir en 1995. La "Canción patriótica" de Mijaíl Glinka fue adoptada como nuevo himno nacional. En 1996, durante la inauguración de Boris Eltsin, el reloj del Kremlin volvió a tocar una melodía, después de 58 años de silencio. A falta de unas pocas campanas necesarias para interpretar el himno nacional, además de las campanas se instalaron badajos metálicos. Al mediodía y medianoche, las campanadas sonaban "Canción patriótica", mientras que cada tres horas, tocaban la melodía del corazón "Gloria, gloria a ti, san Ruso" de la ópera Una vida por el zar (también de Glinka). La última gran restauración se llevó a cabo en 1999 después de seis meses de planificación. Las manecillas y números se volvieron a dorar. En lugar de la "Canción patriótica", las campanadas tocaron el nuevo himno nacional de Rusia que había sido aprobado en el año 2000.

## Parámetros técnicos
Las esferas del reloj del Kremlin tienen un diámetro de 6,12 metros (20,1 pies) y se colocan a los cuatro lados de la Torre Spasskaya . Los números romanos son 0,72 m (2,4 pies) de alto. La longitud de la aguja de las horas es de 2,97 m (9,7 pies), y de la aguja de minutos 3,27 m (10,7 pies) . El peso total del reloj y las campanas es de 25 toneladas. El mecanismo se acciona con 3 pesos, que pesan entre 160 y 224 kilogramos (353 y 494 lb) . La precisión se consigue con un péndulo que pesa 32 kg (71 lb) . El cambio del horario de invierno al verano se realiza manualmente. Las campanas están ubicadas en la parte superior de la torre, justo encima del reloj.

### Campanadas
El toque de los cuartos suena una vez en el primer cuarto de hora, dos veces a la media hora, tres veces en el tercer cuarto de hora y cuatro veces en la hora completa, seguida de las campanadas de la hora. Se cree que la melodía se conoce como "Campanas de Malinovsky ". Normalmente, se reproduce una melodía adicional después de la melodía principal y los toques, normalmente cada tres horas.         
Al mediodía, medianoche, 6 a. m. y 6 p. m. las campanadas suenan el himno nacional después de la hora, mientras que a las 3 a. m., 9 a. m., 3 p. m. y 9 p. m. toca el corazón "Gloria" de la ópera En Life for the Zar de Glinka. El reloj se pone dos veces al día. El reloj original se daba cuerda a mano, pero a partir de 1937 se realizó con tres motores eléctricos.
Antes de la adopción del himno estatal de la Federación Rusa en 2000, las campanadas tocaban un fragmento de Patrioticheskaya Pesnya durante la década de 1990.